# Mithridatikum

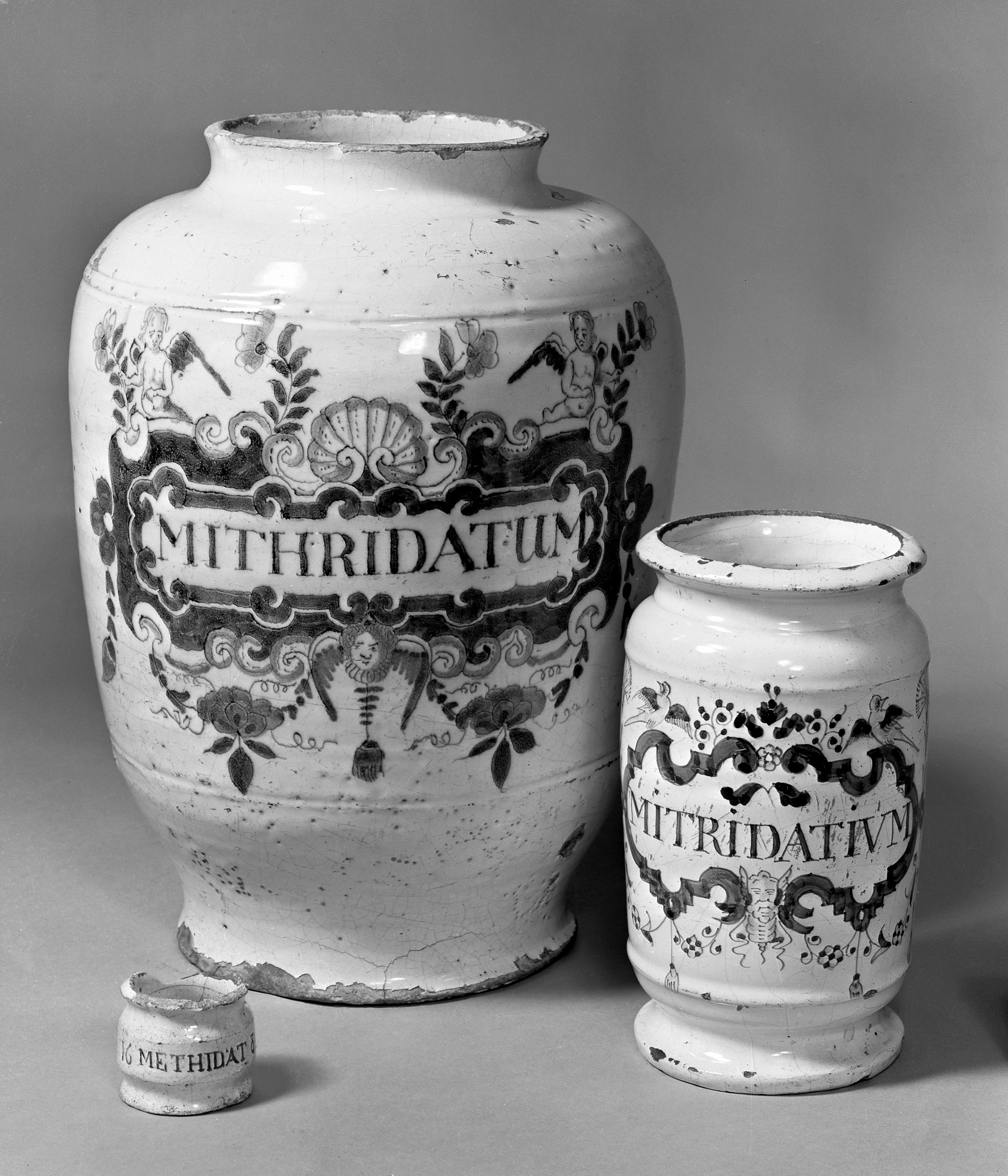
Medikamentengläser für Mithridatum

Mithridatikum ist eine der ältesten benutzten Arzneimittelzubereitungen als Universalheilmittel bzw. Gegenmittel („Gegengift“, Antidot). Der Name bezieht sich auf den pontischen König Mithridates VI. Eupator, der seit frühester Jugend mit Giften und Gegengiften experimentierte. Er erweiterte angeblich mithilfe seines Leibarztes eine bereits bestehende Kräutermixtur aus Anis, Fenchelsamen und Kümmel (deren Rezept in die Mauer des Asklepieion von Kos eingemeißelt war) auf 54 Ingredienzien, darunter „magische“ Zutaten wie Entenblut und Krötenfleisch, und nahm es als Vorbeugung gegen Giftanschläge. Nach ihm wurde es antidotum Mithridatis (‚Gegenmittel des Mithridates‘) und (antidotum) Mithridatium bzw. Mithridatikum oder (Unguentum) Mithridaticum genannt.
Die Zusammenstellung wurde später um Vipernfleisch als weitere Zutat erweitert. Die durch Neros Leibarzt Andromachus um etwa zehn Zutaten erweiterte Rezeptur (mit etwa 60 bis 80 und mehr statt etwa 35 bis 60 Ingredienzen) erhielt die Bezeichnung Theriak und verdrängte laut dem im 2. Jahrhundert n. Chr. tätigen Arzt Galen das Mithridatium.

## Alternative Namen
Mithridat(icum), Mithridat, Electuarium Mithridatis, ältere Schreibweisen Metridat, Metridatum und Medridatum.